# Marius, Marta, Audifax a Abakuk
Svatí Marius, Marta, Audifax a Abakuk byli mučedníci jedné rodiny (manžel, manželka a dva synové). Přišli z Persie do Říma a roku 270 byli umučeni z důvodu sympatizování s pohřbíváním křesťanů. Některá stará martyrologia uvádí datum jejich umučení mezi roky 268-270 a to během panování Claudia II., ačkoliv v tomto období neprobíhalo pronásledování křesťanů.
Za svou víru byli zatčeni a předvedeni před soudce Musciana nebo Marciana, který je nebyl schopen přesvědčit, aby se zřekli víry a odsoudil je k různým mučením. Přes mučení se stejně nezřekli víry. Marius a jeho dva synové byli sťati na Via Cornelia a jejich těla byla spálena. Marta byla mezitím zabita na místě zvaném Nimpha nebo Nymphae Catabassi (později zvaná Santa Ninfa), 13 mil od Říma. Tradice říká, že byla vhozena do studny.

## Uctívání
Podle tradice měla římská dáma, jménem Felicitas, najít zbytky ostatků Maria a dvou synů a také tělo Marty a tajně je pohřbít na svém panství Buxus, dnes Boccea. Kostel v Boccei se během středověku stal poutním místem.
Jejich ostatky byly různě přemístěny: některé z nich byly převezeny do kostela Sant'Adriano al Foro Romano a do Santa Prassede v Římě. Část ostatků byla poslána Einhardu, životopisci Karla Velikého, který je uložil do kláštera v Seligenstadtu. Několik relikvií se dostalo do Opatství Prüm, kde jejich přítomnost byla zaznamenána na počátku 11. století. Původní relikviář byl zničen během francouzské okupace na konci 18. století.
Jejich svátek se oslavuje 19. ledna. Do roku 1969 byli zařazeni do Generálního římského kalendáře, ale poté byli vyloučeni z důvodu nedostatku informací.